# Walking on Air (bài hát của Katy Perry)
"Walking on Air" là một bài hát được thu âm bởi ca sĩ người Mỹ Katy Perry nằm trong album phòng thu thứ tư của cô, Prism (2013), đây là bài hát thứ tư trong album. Nó được phát hành cho các nhà bán lẻ kỹ thuật số vào ngày 30 tháng 9 năm 2013, bởi Capitol Records, dưới dạng đĩa đơn quảng bá thứ hai, sau khi phát hành "Dark Horse". Bài hát này là một phần trong cuộc thăm dò được quảng bá bởi Pepsi, cùng với "Dark Horse", nơi người hâm mộ có thể bình chọn bài hát nào họ muốn trở thành đĩa đơn quảng cáo đầu tiên từ Prism. Lấy cảm hứng từ CeCe Peniston và Crystal Waters, "Walking on Air" là một bài hát deep house và disco, chịu ảnh hưởng của nhạc sàn những năm 1990.
Các nhà phê bình âm nhạc cho rằng "Walking on Air" là một ca khúc hấp dẫn, nhưng lại hướng đến thành phần âm nhạc của nó. Ca khúc đã lọt vào nhiều bảng xếp hạng, lọt vào top 20 tại Canada, Ireland, Ý, New Zealand và Tây Ban Nha cũng như top 30 tại Bỉ và Pháp. Perry đã quảng bá "Walking on Air" với một số buổi biểu diễn trực tiếp, bao gồm tại Lễ hội iTunes 2013 và Saturday Night Live.

## Xếp hạng
| Bảng xếp hạng (2013)                   | Vị trí cao nhất |
| -------------------------------------- | --------------- |
| Australia (ARIA Digital Track Chart)   | 18              |
| Áo (Ö3 Austria Top 40)                 | 35              |
| Bỉ (Ultratop 50 Flanders)              | 44              |
| Bỉ (Ultratop 50 Wallonia)              | 30              |
| Belgium (Ultratop Wallonia Dance)      | 26              |
| Canada (Canadian Hot 100)              | 12              |
| Đan Mạch (Tracklisten)                 | 35              |
| Châu Âu Digital Song Sales (Billboard) | 16              |
| Pháp (SNEP)                            | 25              |
| Ireland (IRMA)                         | 13              |
| Ý (FIMI)                               | 20              |
| Hà Lan (Single Top 100)                | 47              |
| New Zealand (Recorded Music NZ)        | 12              |
| Tây Ban Nha (PROMUSICAE)               | 15              |
| Anh Quốc (OCC)                         | 80              |
| Hoa Kỳ Billboard Hot 100               | 34              |

## Lịch sử phát hành
| Quốc gia | Ngày                     | Định dạng             | Hãng đĩa |
| -------- | ------------------------ | --------------------- | -------- |
| Toàn cầu | Ngày 30 tháng 9 năm 2013 | Tải xuống kỹ thuật số | Capitol  |